# Cracker Barrel
Cracker Barrel Old Country Store, Inc. är en amerikansk restaurangkedja som specialiserat sig på mat från den amerikanska södern och med interiör som skall påminna om en gammaldags lanthandel. Kedjan har 645 restauranger och 73 000 anställda (2017).

## Historia
Cracker Barrel grundades 19 september 1969 i Lebanon, Tennessee av Dan Evis och här finns fortfarande deras huvudkontor. 1977 hade man expanderat till att ha tretton restauranger från Kentucky till Georgia. 1981 blev företaget publikt aktiebolag och kom att under 1990- och 2000-talen att etablera sig över hela landet.